# 三海站
三海站（韓語：삼해역）是朝鮮民主主義人民共和國咸镜北道清津市青岩区域三海洞的一個鐵路車站，属于平罗线。

## 邻近车站
平羅線
富居站 - 三海站 - 观海站